# Корнале-е-Бастіда
Корнале-е-Бастіда (італ. Cornale e Bastida) — муніципалітет в Італії, у регіоні Ломбардія,  провінція Павія. Муніципалітет утворено 4 лютого 2014 року шляхом об'єднання муніципалітетів Корнале та Бастіда-де-Доссі.
Корнале-е-Бастіда розташоване на відстані близько 460 км на північний захід від Рима, 55 км на південний захід від Мілана, 24 км на південний захід від Павії.
Населення — 867 осіб (2015).

## Демографія
Населення за роками:

Станом на 1 січня 2023 року в муніципалітеті офіційно проживало 79 іноземців з 20 країн, серед них 27 громадян країн Євросоюзу та 5 громадян України.

## Сусідні муніципалітети
- Казеї-Джерола
- Ізола-Сант'Антоніо
- Меццана-Більї
- Корана
- Саннаццаро-де'-Бургонді
- Сільвано-П'єтра